# Vrij Nederland
Vrij Nederland (niederländisch für „Freie Niederlande“) ist eine niederländische politische Monatszeitschrift. Sie erschien bis 2016 wöchentlich. Redaktionssitz ist Amsterdam, Chefredakteur ist Ward Wijndelts, der Frits van Exter ablöste. Bis in die 1990er Jahre hinein war Vrij Nederland eine Zeitung, anschließend wurde sie schrittweise in ein Magazin umgewandelt. Die verkaufte Auflage betrug im ersten Quartal 2008 44.222 Exemplare.

## Geschichte

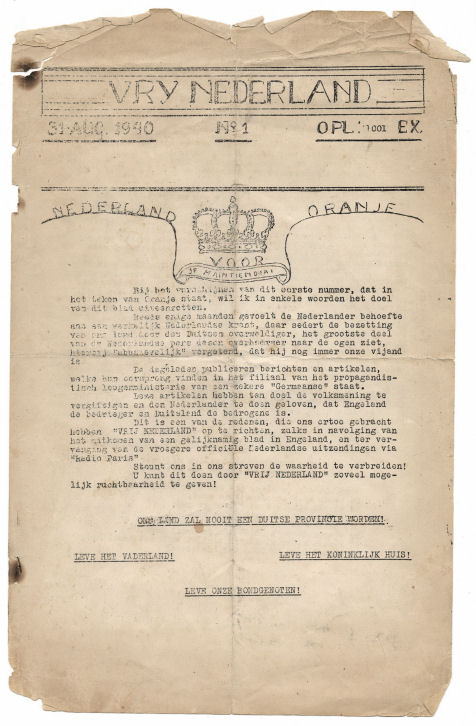
Titelseite der ersten Ausgabe, datiert 31. August 1940

### Als Untergrundblatt während der deutschen Besatzung im Zweiten Weltkrieg
Vrij Nederland wurde während der deutschen Besatzung im Zweiten Weltkrieg von einer Gruppe junger Protestanten um Frans Hofker, einem 20-jährigen Telefonisten, gegründet. Anfang September erschien die erste Ausgabe, diese wurde auf den 31. August 1940 zurückdatiert, dem Geburtstag von Königin Wilhelmina. Die Auflage betrug anfangs 1.000 Stück. Ende Oktober jenes Jahres suchte die Gruppe um Hofker Kontakt zu dem Assistenz-Buchhalter Jan Kassies und dem Lehrer Kees Troost, die bereits zuvor antideutsche Blätter verbreitet hatten, und übergab ihnen ihr Untergrundblatt. Hofker und seine Freunde halfen allerdings auch weiterhin bei der Verbreitung. Anfang 1941 wurden 65 Mitarbeiter verhaftet, darunter Hofker und Kassies.
Zwei Mitarbeiter, die von den Verhaftungen nicht betroffen waren, Anne Henk Kooistra und Wim Speelman, wollten Vrij Nederland fortsetzen und holten den Schuldirektor Henk van Randwijk (Kooistra war Lehrer an dessen Schule) als neuen Chefredakteur hinzu. Unter van Randwijk kam es zu Unstimmigkeiten über die politische Ausrichtung. Die Redakteurin Gesina van der Molen wollte den christlichen Hintergrund hinter dem Widerstand besser vertreten sehen und fand van Randwijks Einstellung dem Kommunismus gegenüber zu positiv, sie verließ schließlich Vrij Nederland und half bei der Gründung der Untergrundzeitung Trouw mit, die nach dem Krieg in eine reguläre Tageszeitung umgewandelt wurde. Auch Speelman vollzog diesen Schritt. Dennoch konnte das Erscheinen von Vrij Nederland trotz des hohen personellen Aderlasses aus den vorgenannten Gründen – insgesamt wurden während der deutschen Besatzung 74 Mitarbeiter hingerichtet – bis zum Kriegsende sichergestellt werden.

### Entwicklung seit dem Kriegsende
Nach dem Krieg wurde Vrij Nederland nahtlos weitergeführt und setzte im Oktober 1948 mit Johan Winkler einen zweiten Chefredakteur ein. Die Zeitung positionierte sich unter anderem gegen den Kolonialkrieg in Indonesien. Die zunächst sehr hohe Auflage von 109.000 Exemplaren (1945) sank rapide. 1949 kam es beinahe zu einer Fusion mit dem politisch ähnlich positionierten Magazin De Groene Amsterdammer, die daran scheiterte, dass van Randwijk von der Redaktion des Magazins als Chefredakteur abgelehnt wurde und die Fusion nur von einem der beiden Eigner von De Groene Amsterdammer nach einem Streit mit seinem Partner anvisiert worden war. Letzterer leitete ein Schnellverfahren ein, das der Fusion auch außerhalb des redaktionellen Protestes einen Riegel vorschob. Vrij Nederland konnte mit Hilfe der Tageszeitung Het Parool und dem Verlag „De Arbeiderspers“, der die Zeitung übernahm, unter hohen finanziellen Verlusten weiterbestehen. Im Februar 1950 trat van Randwijk ab, blieb jedoch bis Ende September 1952 Mitarbeiter, als er wegen des Nichtabdrucks eines Artikels, der sich für einen dritten Weg zwischen dem Ostblock und dem Westen aussprach, seine Mitarbeit einstellte. 1955 hörte auch Winkler als verbliebener Chefredakteur auf, die Auflage betrug zu diesem Zeitpunkt nur noch 19.000 Exemplare.
Winkler wurde zum 1. April 1955 mit dem renommierten katholischen Journalisten Mathieu Smedts ersetzt, der nach seiner Unzufriedenheit mit einem bischöflichen Hirtenbrief die zu jener Zeit noch stark an die katholische Kirche gebundene Volkskrant verlassen hatte. Smedts holte eine Reihe Autoren zu Vrij Nederland, die das Blatt in der Folgezeit prägen sollten. Mit Smedts Antritt ging es wieder bergauf, im Anschluss an die 1965 erfolgte Ausgliederung der Presseerzeugnisse von Arbeiderspers in das neue verselbständigte Unternehmen Weekbladpers, in dem Vrij Nederland bis heute erscheint, stieg die Auflage noch wesentlich schneller als zuvor. Die sozialen Bewegungen und Unruhen der 1960er Jahre wurden von Vrij Nederland umfassend begleitet, wodurch sie in der Linken weiter an Bedeutung gewinnen konnte. Am 1. März 1969 trat Smedts jedoch ab. Anlass war ein Artikel von Joop van Tijn über die Entlassung von Wim Hora Adema, Redakteur von Het Parool, durch seinen Chefredakteur Sandberg. Nachdem Smedts wegen dieses Artikels auf der Vorderseite um Entschuldigung gebeten hatte, kündigte die gesamte Redaktion. Nach einer Vermittlung nahm die Redaktion diesen Schritt zurück, Smedts zog jedoch aus dem Vorfall seine Konsequenzen und verließ das Blatt. Sein Nachfolger wurde Rinus Ferdinandusse.
Ferdinandusse konnte an die Erfolge seines Vorgängers anschließen, 1978 wurde der Auflagenrekordwert von über 117.000 Exemplaren erreicht. Auch wenn Vrij Nederland im Anschluss daran etwas an Auflage verlor, so war die Zeitung bis zu Ferninandusses Abtritt im Jahr 1996 immer noch ein bedeutendes Blatt. Joop van Tijn war zwischenzeitlich 1991 der Chefredaktion beigetreten, starb allerdings bereits 1997. In den 1990er Jahren wurde die Zeitung nach und nach in ein Magazin umgewandelt. Der während des Jahrtausendwechsels einsetzende Umbruch in den Printmedien hat auch bei Vrij Nederland Spuren hinterlassen, die Auflage begann in der auf van Tijn folgenden Zeit wieder deutlich zu sinken. Van Tijns Nachfolger Oscar Garschagen verließ die Zeitschrift bereits 2000 in Richtung Algemeen Dagblad. Seine Nachfolgerin Xandra Schutte, erste Chefredakteurin einer niederländischen politischen Wochenzeitschrift, nahm 2004 ihren Hut, nachdem eine E-Mail an ihren Verleger Jan Hendrik Schoo durchgesickert war, in der sie zehn Redakteure namentlich schlecht beurteilt hatte. Ihr folgte Emile Fallaux, der zuvor bereits 40 Jahre als Journalist gearbeitet hatte. Trotz der geringeren Auflagenverluste konnten diese bislang nicht vollständig gestoppt werden. Fallaux gab Mitte 2008 die Chefredaktion an Frits van Exter, der zuvor unter anderem Chefredakteur von Trouw gewesen war, ab.

### Bisherige Chefredakteure
| Henk van Randwijk                  | 1945–1948 |
| Henk van Randwijk, Johan Winkler   | 1948–1950 |
| Johan Winkler                      | 1950–1955 |
| Mathieu Smedts                     | 1955–1969 |
| Rinus Ferdinandusse                | 1969–1991 |
| Rinus Ferdinandusse, Joop van Tijn | 1991–1996 |
| Joop van Tijn                      | 1996–1997 |
| Oscar Garschagen                   | 1998–2000 |
| Xandra Schutte                     | 2000–2004 |
| Emile Fallaux                      | 2005–2008 |
| Frits van Exter                    | 2008–2016 |
| Ward Wijndelts                     | seit 2016 |

### Bekannte und/oder prägende Redakteure und Mitarbeiter vonVrij Nederland
- Der spätere Ministerpräsident Joop den Uyl war in der unmittelbaren Nachkriegszeit Redakteur.
- Bibeb wurde mit ihren ausführlichen Interviews jahrzehntelang zu einem Aushängeschild des Blatts.

## Auflagenentwicklung
Im Untergrund konnte die Zeitung naturgemäß keine große Auflage erreichen, zu Beginn wurden 1.000 Exemplare gedruckt. Nach dem Krieg war das Interesse enorm. 1945 betrug die Auflage 109.000, sank jedoch danach drastisch bis auf einen Tiefstwert von 19.000 im Jahr 1955. Unter Mathieu Smedts folgte die Kehrtwende, 1978 gab es einen Rekordwert von 117.165 Exemplaren. Danach folgte ein leichter Rückgang, jedoch belief sich der Wert 1990 noch auf 90.567 Exemplare. Seitdem ist die Auflage allerdings um fast die Hälfte gesunken.
| Verkaufte Auflage seit der Ermittlung durch das "Oplage Instituut" |        |        |        |        |        |        |        |        |        |
| Jahr                                                               | 1999   | 2000   | 2001   | 2002   | 2003   | 2004   | 2005   | 2006   | 2007   |
| Auflage                                                            | 61.634 | 55.947 | 53.669 | 53.413 | 52.868 | 50.124 | 49.244 | 47.082 | 46.671 |